# Feri Sándor
Feri Sándor, 1945-ig Fuchs Sándor (Gyöngyös, 1895. szeptember 29. – Budapest, 1986. június 9.) jogász, az állam- és jogtudomány kandidátusa (1959).

## Élete
Fuchs Ignác (1866–1932) gyöngyösi ügynök és Keller Mária (1871–1960) gyermekeként született zsidó családban. Szülővárosában, a Gyöngyösi Magyar Királyi Állami Főgimnáziumban érettségizett. 1914 júliusában kezdte meg tanulmányait a Budapesti Tudományegyetem jogi karán, azonban 1915 tavaszán behívták katonai szolgálatra és mint tisztjelölt az orosz frontra került. 1916 nyarán hadifogságba esett. 1917-ben Jekatyerinburgba vitték, ahol érintkezésbe került a bolsevikokkal, majd a petrográdi Szmolnij őrség egyik egységparancsnoka lett. 1920-ban visszatért Magyarországra és a szegedi Ferenc József Tudományegyetemen jogi doktori oklevelet szerzett és ügyvédjelölt lett. A következő években gazdasági újságíróként és bankhivatalnokként dolgozott. 1927-ben ügyvédi vizsgát tett és 1937-ig Palágyi Róbert ügyvédi irodájában működött beosztott ügyvédként.
1937 és 1940 között önálló ügyvédi irodát tartott fenn Budapesten. 1937-ben csatlakozott az illegális Kommunisták Magyarországi Pártjához. A Vörös Segély aktivistája lett. A második világháború idején az ellenállás tagjaként együttműködött Bajcsy-Zsilinszky Endrével, illetve Kovács Margit műhelyében politikai szemináriumot vezetett. A felszabadulás egy befalazott pincében érte.
1944-ben az ő kezdeményezésére menekültek meg a halálra ítélt székesfehérvári nyomdászok. 1944–45-ben a szovjet Belügyi Népbiztosság (NKVD) magyarországi részlege, és egyben a Magyar Kommunista Párt központi jogtanácsosa volt, majd a Magyar Dolgozók Pártjának (MDP) jogügyi osztályát vezette. 1946-től közjegyzői állást is betöltött.
1949 decemberében kinevezték a Magyar Népköztársaság Legfelsőbb Bíróságának tanácselnökévé. Mivel írásban tett jelentést az elkövetett törvénytelenségekről, 1953 elején kizárták az MDP-ből, és állásából is elbocsátották. 1954-ben rehabilitálták, és visszakapta bírói állását. 1956 végén tolmácsként közvetített a Kádár-kormány és a szovjetek között. 1957-ben nyugállományba helyezték, többek között a Király Béla vezérőrnagyot 1956 októberében rehabilitáló bírói tanácsban való részvétele miatt. 1957 és 1960 között az Agrimpex Mezőgazdasági Külkereskedelmi Vállalat jogtanácsosaként dolgozott.
A Farkasréti temetőben nyugszik.

## Családja
Felesége Molnár Rózsa (1898–1980) volt, Müller Nándor és Müller Angyalka lánya, akit 1923. szeptember 2-án Budapesten, a Terézvárosban vett nőül.
Lánya Szigeti Józsefné Feri Klára. Unokája Szigeti Anna.

## Főbb művei
- Magyar jog a szocialista fejlődés útján (Budapest, 1950)
- A jog és erkölcs egyes kérdései (Budapest, 1962)

## Díjai, elismerései
- Magyar Partizán Emlékérem (1956)
- Munka Érdemrend arany fokozata (1965)[9] – a több évtizedes munkásmozgalmi tevékenysége elismeréséül
- Szocialista Hazáért Érdemrend (1967)